# Chicco Crippa
Chicco 'Federico' Crippa (Bergamo, 2 novembre 1947) è un politico italiano.

## Biografia
Impegnato attivamente ai temi dell'ambientalismo fin da giovane. Nel 1988 viene eletto consigliere comunale a Treviglio in una lista civica, venendo confermato anche dopo le elezioni del 1993 con le liste Verdi. Intanto viene eletto alla Camera dei Deputati nel 1992 e nel dicembre di tale anno è fra i parlamentari che partecipano alla Marcia della pace a Sarajevo. Resta a Montecitorio per tutta la XI Legislatura, che si conclude nel 1994
Nel 1995 diventa consigliere regionale in Lombardia per i Verdi e contestualmente anche consigliere provinciale a Bergamo. Dal 2001 al 2006 è assessore comunale a Treviglio.